# مارتین اولسون
مارتین اولسون (سوئدی: Martin Tony Waikwa Olsson زادهٔ ۱۷ مهٔ ۱۹۸۸) بازیکن فوتبال اهل سوئد است.

## تیم ملی
وی برای تیم ملی فوتبال سوئد ۱۴ بازی انجام داده و ۴ گل به ثمر رسانده‌است. پست تخصصی این بازیکن نیز، دفاع است.